# Ascelino de Lombardía

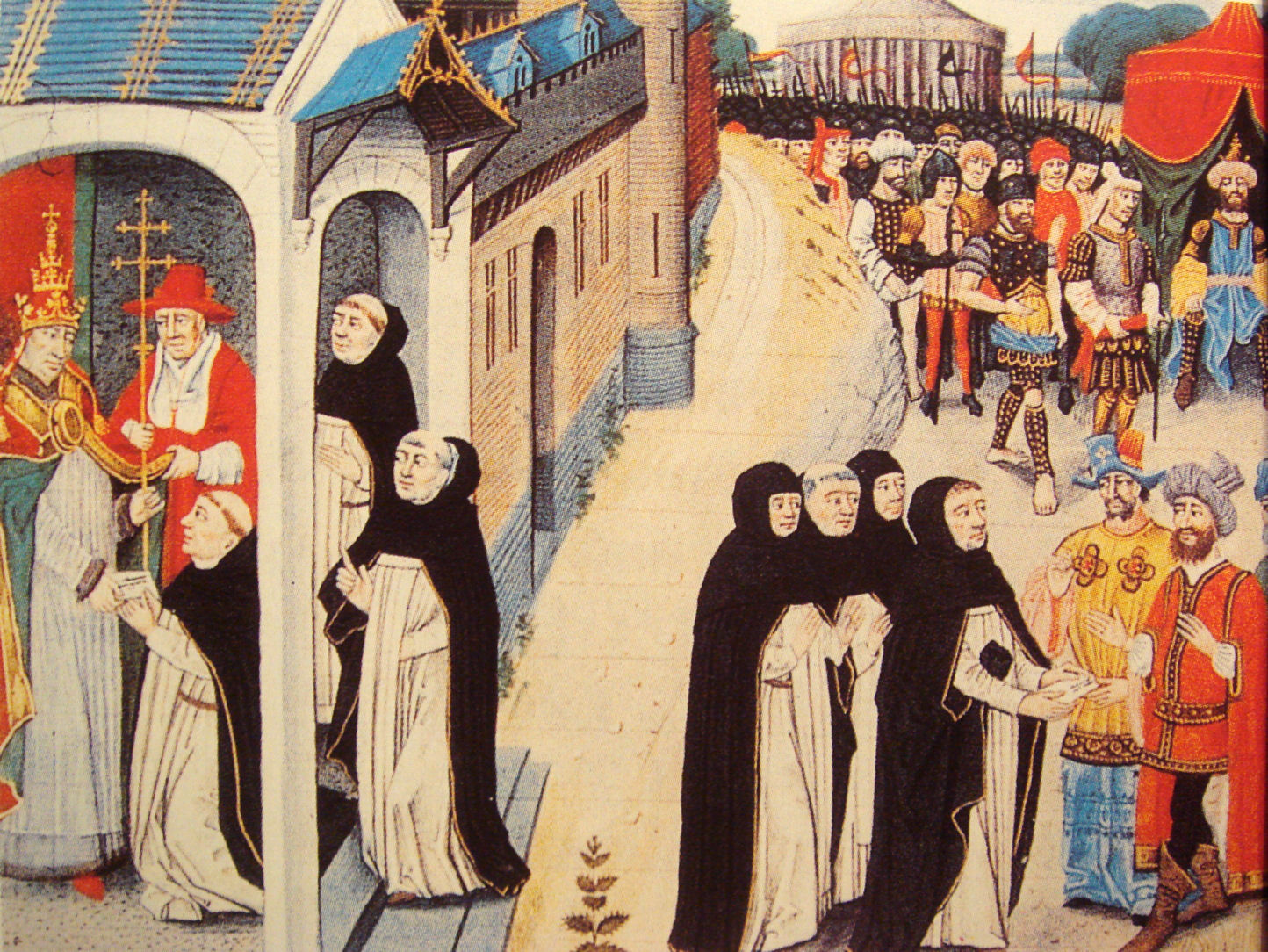
El monje recibiendo la carta del Papa
Inocencio IV para ser entregada al Gran Khan

Ascelino de Lombardía, también conocido como
Nicolás Ascelino o Ascelin de Cremona
(Cremona, antes - después de 1247), fue un sacerdote italiano, un
fraile dominico de Lombardía. Él fue enviado en una misión a los tártaros,
por orden del Papa Inocencio IV. Llegó a su destino en 1247, después de viajar
a Mesopotamia y Persia, y por una cuestión de etiqueta no fue recibido. En
julio de ese mismo año con Simón de San Quintín tomó el camino de regreso,
del cual quedan fragmentos de un diario escrito por este último,
titulado "Dos viajes en Tartaria por algunos frailes menores de
Santo Domingo, enviados por el Papa Inocencio IV
de la provincia como embajadores en el año 1247", pero de Ascelino
las huellas se perdieron.